# Сильницкий, Михаил Фёдорович
Михаил Фёдорович Сильницкий (бел. Міхаіл Фёдаравіч Сільні́цкі; 20 октября 1920, Заполье, Витебская губерния — 28 марта 1942, Плоты, Витебская область) — партизан, пулемётчик партизанского отряда Д. Ф. Райцева на территории временно оккупированной Витебской области Беларуси. Герой Советского Союза (1942).

## Биография
Родился 20 октября (по другим данным 20 ноября) 1920 года в деревне Заполье Казаковской волости Велижского уезда Витебской губернии (ныне — Витебского района Витебской области Беларуси) в крестьянской семье. Белорус. Окончил 5 классов. Работал в колхозе, на стройках в Витебске.
В 1940-1941 гг. был призван на службу в Красную Армию, служил в городе Воронеже в танковых войсках механиком-водителем.
Участник Великой Отечественной войны с июня 1941 года. Пулемётчик партизанского отряда под командованием Д. Ф. Райцева комсомолец Михаил Сильницкий 28 марта 1942 года в бою с отрядом карателей у деревень Плоты и Курино Витебского района, прикрывая отход отряда, уничтожил десятки противников. Окружённый врагами, партизан-пулемётчик погиб в рукопашной схватке. Похоронен в деревне Курино Витебского района, на его могиле в 1957 году установлен памятник.
Указом Президиума Верховного Совета СССР «О присвоении звания Героя Советского Союза тов. Сильницкому М. Ф.» от 15 мая 1942 года за «Отвагу и геройство, проявленные в партизанской борьбе в тылу против немецких захватчиков» удостоен посмертно звания Героя Советского Союза. Он стал первым белорусским комсомольцем, удостоенным этого звания.
Награждён орденом Ленина.

## Награды и звания

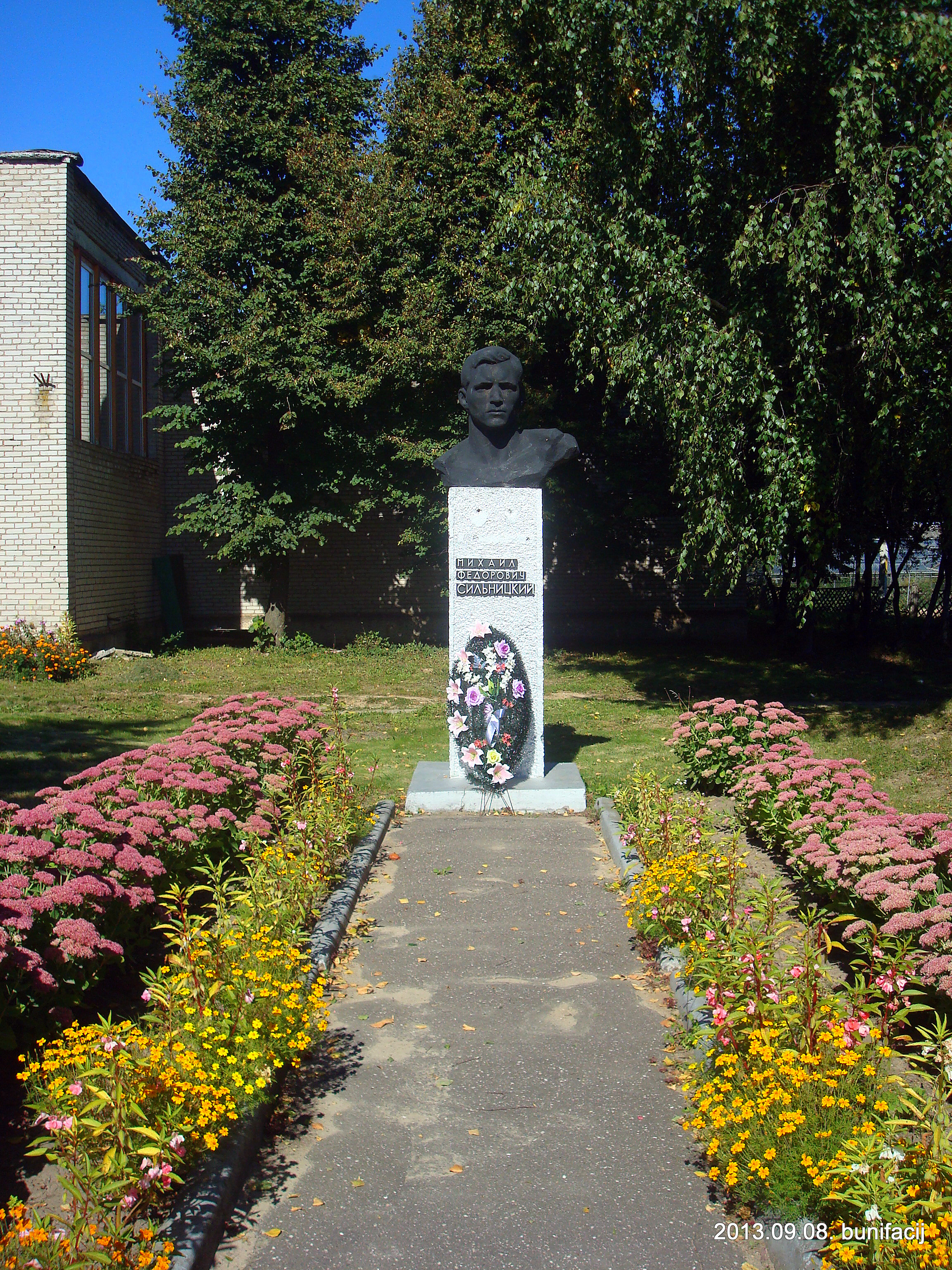
Памятник М. Ф. Сильницкому в аг. Близница Полоцкого района

- Памятник М. Ф. Сильницкому в аг. Близница Полоцкого районаГерой Советского Союза (1942, посмертно)
- Орден Ленина

## Память
- Имя героя было присвоено шести белорусским партизанским отрядам.
- Мемориальная доска установлена в Витебске на доме по улице, носящей имя Героя.
- В школе деревни Курино открыт музей.
- Колхоз в Полоцком районе Витебской области Белоруссии носит имя Героя Советского Союза Михаила Сильницкого.
- В деревне Близница Полоцкого района установлен бюст Герою.
- Его именем названа улица в городском поселке Сураж, школа в деревне Курино Суражского (ныне — Витебского) района[2], здесь же находится могила храброго партизана.
- Памятник Герою Советского Союза Михаилу Фёдоровичу Сильницкому около деревни Станция Лужесно Витебского района. Железнодорожная станция Лужесно. Установлен недалеко от места последнего боя, на перекрестке дорог Витебск – Санкт-Петербург, рядом с поворотом на деревню Лужесно Витебского района.
- В фондах Белорусского государственного музея истории Великой Отечественной войны хранятся материалы, посвящённые М. Ф. Сильницкому.